# وليام فارنوم
وليام فارنوم (بالإنجليزية: William Farnum)‏ مواليد 4 يوليو 1876 في بوسطن - الوفاة 5 يونيو 1953 في لوس أنجلوس، هو ممثل أمريكي بدأ مسيرته الفنية سنة 1900. من أعماله شمشون ودليلة. امتدت مسيرته الفنية لأكثر من 52 عاما.

## روابط خارجية
- وليام فارنوم على موقع IMDb (الإنجليزية)
- وليام فارنوم على موقع قاعدة بيانات برودواي على الإنترنت (الإنجليزية)
- وليام فارنوم على موقع قاعدة بيانات الفيلم (الإنجليزية)